# Заглемб'є (футбольний клуб, Любін)
«Загле́мб'є Лю́бін» (пол. Zagłębie Lubin) — професіональний польський футбольний клуб із міста Любін.

## Історія
Колишні назви:
- 10.09.1945: ОМТУР Любін (пол. OMTUR [Organizacja Młodzieży Towarzystwa Uniwersytetów Robotniczych] Lubin)
- 18.10.1946: КС Завіша Любін (пол. KS [Klub Sportowy] Zawisza Lubin)
- 1949: КС Гвардія Любін (пол. KS Gwardia Lubin)
- 1951: КС Спуйня Любін (пол. KS Spójnia Lubin)
- 1953: КС Завіша Любін (пол. KS Zawisza Lubin)
- 1964: КС Гурник Любін (пол. KS Górnik Lubin)
- 03.02.1966: МКС Заглемб'є Любін (пол. MKS [Międzyzakładowy Klub Sportowy] Zagłębie Lubin)
- 1998: МКС Заглемб'є Любін СА (пол. MKS Zagłębie Lubin SA [Spółka Akcyjna])
- 09.2007: КҐГМ Заглемб'є Любін СА (пол. KGHM [Kombinat Górniczo-Hutniczy Miedzi] Zagłębie Lubin SA)

Після Другої світової війни 10 вересня 1945 року членами молодіжної організації товаристства робітничих університетів (ОМТУР) була організована футбольна секція. Рік пізніше, 18 жовтня 1945 року секція була переоформлена у спортивний клуб, який отримав назву «„Завіша“ Любін». У 1946 році «Завіша» дебютувала у чемпіонаті Польщі. У 1949 році рішенням польських влад клуб перейменовано на «Гвардія Любін», а у 1951 році на «Спуйня Любін».
У 1953 році повернено історичну назву «Завіша Любін». На початку 60-их років у Любіні розпочалося будівництво комбінату видобутку і переробки міді. Комбінат почав підтримувати фінансово і у 1964 клуб змінив назву на «Гурник Любін», а 3 лютого 1966 отримав сучасну назву «Заглемб'є Любін».
У сезоні 1985/1986 дебютував у І лізі. Через 5 років у 1990 році клуб здобув титул віце-чемпіона, а у наступному став чемпіоном. У 2005 і 2005 рр. клуб грав у фіналі Кубку, але двічі не зміг здобути його.

## Титули та досягнення
- Чемпіонат Польщі:
  - чемпіон (2): 1991, 2007
  - срібний призер (1): 1990
  - бронзовий призер (2): 2006, 2016
- Кубок Польщі:
  - фіналіст (3): 2005, 2006, 2014
- Кубок Ліги Польщі:
  - фіналіст (1): 2001
- Суперкубок Польщі:
  - володар (1): 2007
  - фіналіст (1): 1991

Участь у євротурнірах:
- Кубок Чемпіонів/Ліга чемпіонів УЄФА:
  - 2 кваліфікаційний раунд: 2007/2008
  - 1 раунд: 1991/1992
- [[Файл:|16px]] Кубок УЄФА/Ліга УЄФА:
  - 1 кваліфікаційний раунд: 1990/1991, 1995/1996, 2006/2007
- Кубок Інтертото:
  - 2 раунд: 2000, 2001
  - 1 раунд: 2002
  - груповий етап: 1996

## Виступи в єврокубках
| Сезон   | Змагання                     | Раунд   |             | Клуб          | Вдома | На виїзді | В сукупності |
| ------- | ---------------------------- | ------- | ----------- | ------------- | ----- | --------- | ------------ |
| 1990–91 | Кубок УЄФА                   | 1Р      | Італія      | Болонья       | 0–1   | 0–1       | 0–2          |
| 1991–92 | Кубок Європейських чемпіонів | 1Р      | Данія       | Брондбю       | 2–1   | 0–3       | 2–4          |
| 1995–96 | Кубок УЄФА                   | КР      | Вірменія    | Ширак         | 0–0   | 1–0       | 1–0          |
| 1995–96 | Кубок УЄФА                   | 1Р      | Італія      | Мілан         | 0–4   | 1–4       | 1–8          |
| 1996    | Кубок Інтертото              | Група 4 | Австрія     | Рід           | 2–1   |           | 2-е          |
| 1996    | Кубок Інтертото              | Група 4 | Данія       | Сількеборг    |       | 0–0       | 2-е          |
| 1996    | Кубок Інтертото              | Група 4 | Уельс       | Конві Юнайтед | 3–0   |           | 2-е          |
| 1996    | Кубок Інтертото              | Група 4 | Бельгія     | Шарлеруа      |       | 0–0       | 2-е          |
| 2000    | Кубок Інтертото              | 1Р      | Азербайджан | Віляш Масалли | 4–0   | 3–1       | 7–1          |
| 2000    | Кубок Інтертото              | 2Р      | Хорватія    | Славен Белупо | 1–1   | 0–0       | 1–1 (г)      |
| 2001    | Кубок Інтертото              | 1Р      | Мальта      | Гіберніанс    | 4–0   | 0–1       | 4–1          |
| 2001    | Кубок Інтертото              | 2Р      | Бельгія     | Локерен       | 2–2   | 1–2       | 3–4          |
| 2002    | Кубок Інтертото              | 1Р      | Латвія      | Дінабург      | 1–1   | 0–1       | 1–2          |
| 2006–07 | Кубок УЄФА                   | 1КР     | Білорусь    | Динамо Мінськ | 1–1   | 0–0       | 1–1 (г)      |
| 2007–08 | Ліга чемпіонів               | 2КР     | Румунія     | Стяуа         | 0–1   | 1–2       | 1–3          |
| 2016–17 | Ліга Європи                  | 1КР     | Болгарія    | Славія Софія  | 3–0   | 0–1       | 3–1          |
| 2016–17 | Ліга Європи                  | 2КР     | Сербія      | Партизан      | 0–0   | 0–0       | 0–0 (п. 4–3) |
| 2016–17 | Ліга Європи                  | 3КР     | Данія       | Сеннер'юск    | 1–2   | 1–1       | 2–3          |